# Pratdip
Pratdip és un municipi de la comarca del Baix Camp. Situat al vessant sud-oriental de la Serra de Llaberia, el seu terme municipal té una extensió de 36 km², limitat pels termes de Colldejou al nord, Vilanova d'Escornalbou al nord-est, Mont-roig a l'est i Vandellòs al sud i el sud-est, tots ells municipis del Baix Camp, i per Tivissa, al nord-oest, de la Ribera d'Ebre. El terreny del terme és molt trencat i esquerp i la seva altitud oscil·la entre els 100 msnm que té a la vora del Riu de Llastres i els 864 msnm de Mont-redon a la serra de Llaberia. A llevant del poble s'aixeca aïllat el Puig de la Cabrafiga, de 614 metres, visible des d'una bona part de la comarca.

## Geografia
- Llista de topònims de Pratdip (Orografia: muntanyes, serres, collades, indrets..; hidrografia: rius, fonts...; edificis: cases, masies, esglésies, etc).

Segons dades de 2013 la seva població era de 700 habitants.
| Entitat de població | Habitants (2024) |
| Pratdip             | 455              |
| les Planes del Rei  | 271              |
| Santa Marina        | 37               |
| Font: Idescat       |                  |

## Economia
La base de l'economia és l'agricultura. Destaquen els cultius d'avellaners, ametllers i oliveres. Els cultius de regadiu es limiten a horts familiars. Hi ha molt poca ramaderia. En ser un terme muntanyós, quasi el 75% del territori són garrigues i bosc, i terrenys de pasturatge poc aprofitats.

## Demografia
| 1497 f | 1515 f | 1553 f | 1717 | 1787 | 1857 | 1877 | 1887  | 1900 | 1910 |
| ------ | ------ | ------ | ---- | ---- | ---- | ---- | ----- | ---- | ---- |
| 31     | 37     | 56     | 133  | 621  | 964  | 987  | 1.048 | 956  | 926  |

| 1920 | 1930 | 1940 | 1950 | 1960 | 1970 | 1981 | 1990 | 1992 | 1994 |
| ---- | ---- | ---- | ---- | ---- | ---- | ---- | ---- | ---- | ---- |
| 901  | 831  | 722  | 727  | 617  | 550  | 481  | 481  | 439  | 439  |

| 1996 | 1998 | 2000 | 2002 | 2004 | 2006 | 2008 | 2010 | 2012 | 2014 |
| ---- | ---- | ---- | ---- | ---- | ---- | ---- | ---- | ---- | ---- |
| 452  | 491  | 563  | 617  | 655  | 715  | 833  | 835  | 848  | 685  |

| 2016 | 2018 | 2020 | 2022 | 2024 | 2026 | 2028 | 2030 | 2032 | 2034 |
| ---- | ---- | ---- | ---- | ---- | ---- | ---- | ---- | ---- | ---- |
| 691  | 709  | 726  | 693  | 759  | -    | -    | -    | -    | -    |

## Història

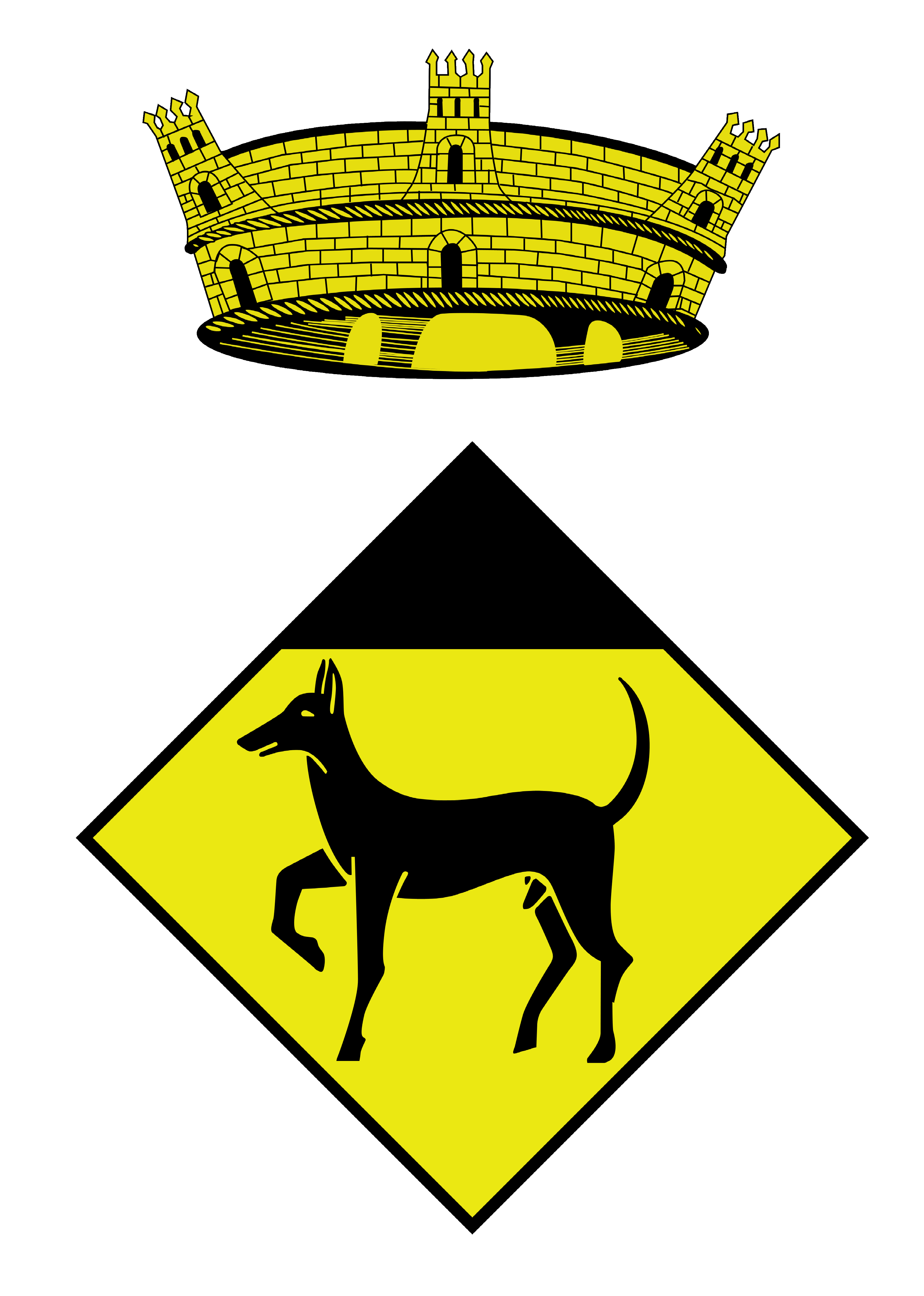
Representació de l'escut heràldic municipal de Pratdip segons el seu blasonament oficial

Pratdip, conegut per la gent de la rodalia i del mateix poble, com el Prat, és un topònim d'origen preromà segons Coromines. Des de la seva fundació va formar part de la baronia d'Entença i més tard del comtat de Prades. Apareix citat per primera vegada el 1154 i de nou el 1194 en unes butlles d'Anastasi IV i de Celestí III, on es fa referència a la seva església. Al segle xiii va sofrir l'atac i posterior saqueig per part de Pere dels Arcs. El 1343, l'infant Pere, comte de Prades, en dotar l'hospital, conegut ara com L'Hospitalet de l'Infant, li adjudicà totes les aigües de Pratdip que confluïen en el riu de Llastres. L'hospital tenia el dret de reconduir-les per a regar i moldre. A més, l'hospital tenia a Pratdip un molí de farina i oli, drets damunt del forn de pa i damunt dels fruits i rendes. El 1460 Pratdip va comprar les rendes de l'hospital per 4.000 lliures. Cap al segle xvii, a part de blat, ordi i civada i productes d'horta, la principal font d'ingressos per a la població van ser les arnes.
Durant el segle xviii es va produir un augment demogràfic i econòmic important, i sembla que la ramaderia va agafar embranzida. El 1722 els ramaders van organitzar-se en una societat denominada el Lligallo (que vol dir camí ramader), que el 1832 encara era activa. El 20 de febrer de 1811 es va produir a Pratdip una batalla que va enfrontar a tropes napoleòniques amb les del coronel Iglésies, que va fer retrocedir vint vegades les tropes franceses. Durant les guerres carlines es va instal·lar un destacament permanent al seu castell.
Pratdip es va veure afectat per un sisme el 1846 que obligà a la població a fugir i a refugiar-se durant uns dies a les eres de la part alta del poble. Algunes de les cases van quedar clivellades, i també l'ermita de Santa Marina. A començaments de desembre de 1868 tot el poble participà en una manifestació que va acabar cremant l'eina de prendre la talla per les quintes. Segons Pascual Madoz, a mitjans del segle xix Pratdip tenia presó i escola, on hi assistien una seixantena d'alumnes. El terme, amb sis masos, era ric en boscos i prats, i els principals productes agrícoles, segueix dient Madoz, eren el blat, el vi, l'oli, les ametlles i les garrofes, i obtenia cera, mel, llenya i carbó. Hi havia quatre molins fariners, dos d'oli, un forn de vidre i fàbriques d'espart i de palma. A finals del segle xix s'hi explotaven mines de ferro.

## Cultura

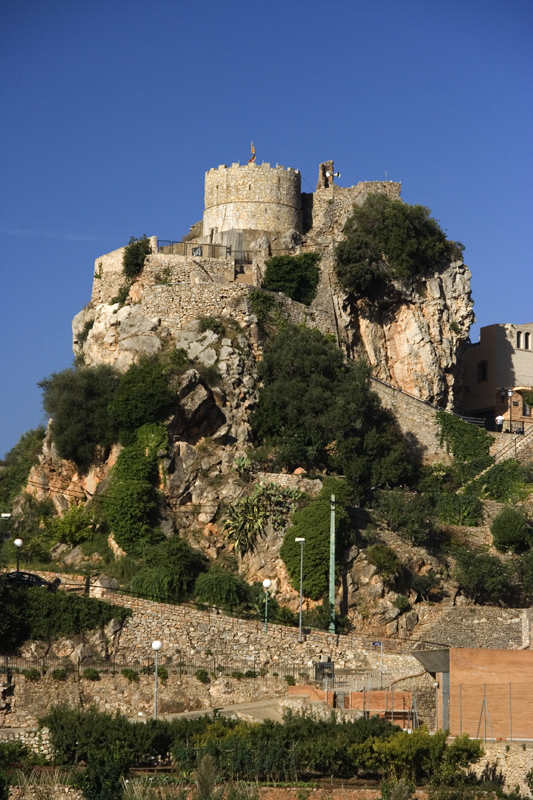
Castell de Pratdip foto no actualitzada

### Arquitectura
L'església parroquial està dedicada a Santa Maria. Té una barreja d'estils, ja que tant l'absis com la portalada són d'estil romànic mentre que la volta és gòtica. En un dels murs s'hi troba una llosa sepulcral datada el 1328 i pertanyent a Jacobus de Carcassona. L'església va ser restaurada el 1959. Els diversos retaules que contenia van ser cremats el 1936.
De l'antiga muralla se'n conserven encara dues torres. Una d'elles, coneguda com la del Capet, conserva un arc del portal, i es va utilitzar en un temps com a presó. La segona, incorporada a una casa particular, és a la plaça de l'Església. Altres restes de torres i de la muralla estan incorporades a cases particulars. Es conserven també algunes restes del castell encimbellades damunt del poble. Molt a prop de les ruïnes del castell hi ha un molí, el Molí de més Amunt.
Queda dempeus, encara que reformada, la masia medieval fortificada del Mas d'en Porxo. Molt a prop del poble es veuen també les restes dels Tres Molins de Pratdip.
A pocs quilòmetres es troba l'Ermita de Santa Marina. Es tracta d'un santuari construït el segle xvi. Segons la tradició, les joves solteres que acudien en romeria al santuari trobaven aviat casador. La romeria a l'ermita té lloc el mes de juliol.

### Llegendes
Segons una llegenda, al Molí de més Amunt es trobava amagat un tresor deixat pels francesos dins d'una pell de cabra.
Una altra llegenda relaciona el nom del poble amb els dips, gossos vampirs mitològics. Aquestes llegendes van ser aprofitades per l'escriptor Joan Perucho per escriure la novel·la Les històries naturals.

### Festes
Pratdip celebra la seva festa major el 18 de juliol i la segona festa el mes de setembre.

### Festival Pratdip Llegendari
Des del 2014, l’Associació Pratdip Llegendari organitza el Festival Pratdip Llegendari, que se celebra cada any el cap de setmana de Tots Sants. La programació del festival inclou tallers, espectacles, un mercat medieval d’artesania, exposicions, un concurs de crits de por i el Concurs Literari del Pratdip Llegendari, de relats curts de por i misteri.

## Excursions
Pratdip és un bon lloc per començar una excursió al Puig de la Cabrafiga. Aquesta muntanya isolada és ben visible a l'horitzó des de gairebé tot el Tarragonès amb la seva forma triangular.